# Xerosaprinus intritus
Xerosaprinus intritus är en skalbaggsart som först beskrevs av Thomas Casey 1893.  Xerosaprinus intritus ingår i släktet Xerosaprinus och familjen stumpbaggar. Inga underarter finns listade i Catalogue of Life.